# Marina Mniszech

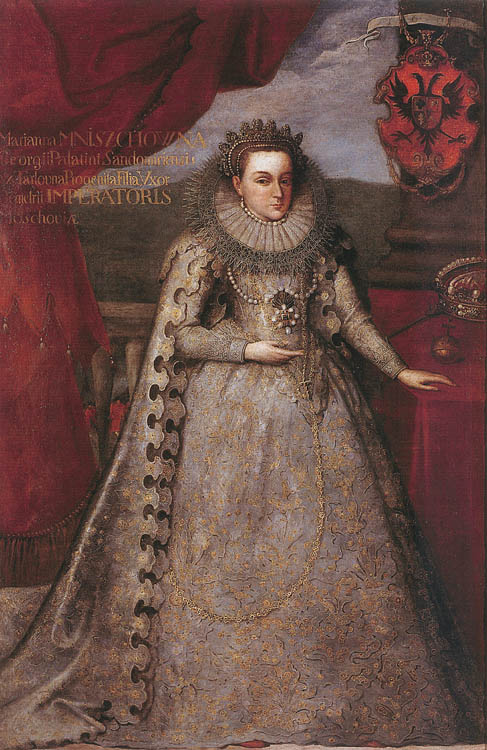
Marina Mniszech

Marina Mniszech (ryska: Марианна Юрьевна Мнишек: Marina Jurjevna Mnisjek, i Ryssland känd som Häxan Marinka,[källa behövs] född 1588, död 1614, var en rysk tsaritsa (kejsarinna), gift med tsar Falske Dmitrij, med den Falske Dmitrij II, och med kosackledaren Ivan Zarutskyj. Hon var dotter till den polske vojvoden Jerzy Mniszech och Jadwiga Tarlo.

## Biografi
Marina Mniszech träffade Falske Dmitrij vid en av de lokala polsk-litauiska magnaternas hov. Ett äktenskap mellan de två uppfattades som ett sätt för den polsk-litauiska katolska adeln att få en marionett på den ryska tronen, och Mniszech accepterade därför Dmitrijs frieri. I juli 1605 hade Dmitrij lyckats bli tsar i Moskva, och i november sände han en beskickning till Polen och upprepade sitt frieri tillsammans med ett erbjudande om en allians mot osmanerna. 

### Första äktenskapet
I november hölls en vigsel per procura (genom ombud) i Krakow i Polen, och i maj 1606 anlände Mniszech till Moskva med ett polskt hov på 4000 personer. Den 8 maj 1606 kröntes hon till tsaritsa samtidigt som vigseln bekräftades av ortodoxa kyrkan. Det är okänt om Marina konverterade till den ortodoxa tron. Hon kröntes med den ortodoxa kronan, men både hon och Dmitrij gifte sig i polska kläder. Två veckor senare, den 17 maj 1606, avsattes Dmitrij på grund av missnöjet med den polska alliansen. Marina och hennes far fängslades, medan många ur hennes hov mördades. Hon frigavs i juli 1608. 

### Andra och tredje äktenskapet
Marina låtsades identifiera sin fars tronpretendent Falske Dimitrij II som sin döde man. Då Dmitrij dog 1610, gifte hon sig med Ivan Zarutskyj. Hon var då gravid, och då hennes son Ivan föddes 1611, stöddes dennes tronanspråk av maken. De hade sin bas i Astrachan.
Då Mikael Romanov erövrat tronen 1613 förlorade de sitt stöd i Astrachan, och tvingades fly 1614. De sökte stöd hos kosackerna, som utlämnade dem åt tsaren. Zarutskyj och sonen Ivan avrättades, medan Marina avled i fängelse.